# Greeniron
GreenIron H2 AB, är ett svenskt företag inom metallurgisk teknologi. Företagets fokus är teknik för att reducera metalloxider till metaller på ett koldioxidfritt sätt genom användande av vätgas. Tekniken har jämförts med den som används av Hybrit, men är avsedd för att utnyttjas med annan råvara och även i mindre skala.

## Historik
Metallurgen Hans Murray (född 1934) funderade på 1960-talet, då han arbetade på SKF, på hur metalloxider i avfallet från stålindustrin skulle kunna återvinnas. En process för detta utvecklades och testades i laboratoriemiljö under en period av tre år och en produktionsugn uppfördes vid SKF i Hofors. Ugnen var i drift i sex månaders tid och producerade 1971 de första produkterna av fossilfritt stål. Verksamheten fortsatte dock inte, då återvinning inte var i fokus i stålindustrin vid denna tid.
På 2010-talet återupptog Hans Murray och hans son Edward Murray (född 1967) idén med metalloxidåtervinning och började vidareutveckla den. 2018 grundades uppstartsbolaget GreenIron H2 AB med Edward Murray som verkställande direktör och 2019 fick de sina första patent på området.
I december 2021 genomförde GreenIron en nyemission om 10 miljoner euro med Wallenbergbolaget FAM AB och Almi Invest GreenTech Fund som främsta investerare.
2022 inleddes samarbete med H2 Green Steel för att använda GreenIrons återvinningsteknik i den planerade stålfabriken i Boden.
2023 meddelades att den första ugnen i demonstrationsskala ska byggas i Sandviken.